# Poul Hartling

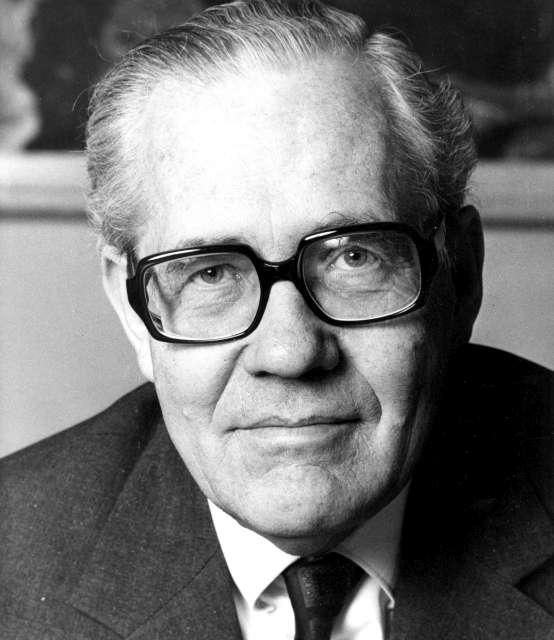
Poul Hartling

Poul Hartling (Kopenhagen, 14 augustus 1914 - aldaar, 30 april 2000) was een Deens politicus en diplomaat. Hij was lid van de Deense Liberale Partij en diende van 1973 tot 1975 als premier van Denemarken.
In het kabinet van Hilmar Baunsgaard was Hartling tussen 1968 en 1971 minister van Buitenlandse Zaken. In die hoedanigheid voerde hij de onderhandelingen die leidden tot het Deense lidmaatschap van de Europese Economische Gemeenschap.
Na twee jaar oppositie van de liberalen leed de Sociaaldemocratische Partij van Anker Jørgensen bij de algemene verkiezingen een historische nederlaag. Hartling kreeg opdracht een kabinet te vormen, waarna hij een coalitie samenstelde uit de Liberale Partij en de conservatieven. Twee jaar lang bleef hij minister-president.
Na zijn politieke carrière in Denemarken te hebben beëindigd werd Hartling actief als diplomaat voor de Verenigde Naties, wat in 1978 leidde tot zijn benoeming als hoge commissaris voor de Vluchtelingen in Genève. In 1981 nam hij namens de UNHCR de Nobelprijs voor de Vrede in ontvangst.
- Bibsys: 90640925
- Bibliothèque nationale de France: cb12267836x (data)
- Gemeinsame Normdatei: 128703482
- International Standard Name Identifier: 0000 0003 6367 2325
- Library of Congress Control Number: n81018772
- Nederlandse Thesaurus van Auteursnamen: 298116588
- Réseau des bibliothèques de Suisse occidentale: 02-A011537424
- Système universitaire de documentation: 031468098
- Virtual International Authority File: 227301398
- WorldCat: E39PBJymDXWCfwBWRRwTqq9Rrq